# حسن دادبان
حسن دادبان(متولد۱۳۰۲ تبریز - وفات۱۳۹۱) استاد برجسته فقه و حقوق و قاضی دیوان عالی بود.

## تولد و تحصیلات
در ۱۳۰۳ تبریز متولد شد. در سال ۱۳۳۳ هـ. ش نیز لیسانس حقوق گرفت. مدتی نیز در اهواز و آذربایجان به عنوان قاضی تحقیق و بازپرس به خدمت پرداخت. وی در اواخر دهه ۱۳۳۰ هـ. ش برای ادامه تحصیل به فرانسه رفت و از ۱۳۳۷ – ۱۳۴۷ هـ. ش در دانشگاه پاریس به تحصیل پرداخت و موفق به اخذ دانشنامه دکترای دولتی در حقوق جزا شد. همچنین توانست سه دکترا در رشته‌های علوم جزایی، حقوق خصوصی و اقتصاد توسعه بگیرد.

## بازگشت به ایران
دادبان پس از بازگشت به ایران، به عنوان مستشار استیناف در دیوان عالی جنایی مشغول به کار شد. در سال ۱۳۵۰ هـ. ش به گروه حقوق جزا در دانشکده حقوق و علوم سیاسی دانشگاه تهران پیوست. در سال ۱۳۷۴ هـ. ش جهت مطالعه و پژوهش راهی فرانسه شد و یک سال و نیم در آنجا اقامت گزید و سرانجام با ترجمه دو کتاب مرجع در حقوق جزا (آیین دادرسی کیفری و حقوق جزای عمومی) به ایران بازگشت. دادبان پس از سالها تدریس در ۱۳۸۳هـ. ش بازنشسته شد، اما علی‌رغم بازنشستگی همچنان کار تدریس را دنبال کرد. او بیش از هجده سال مدیریت گروه علوم جزایی و جرم‌شناسی را بر عهده داشت و زمانی نیز معاونت آموزشی و پژوهشی دانشکده حقوق دانشگاه تهران را عهده‌دار بود.

## وفات
دکتر حسن دادبان سرانجام در ۱۷ تیرماه سال ۱۳۹۱ فوت کرد؛ و بزرگداشتی برای ایشان در دانشکده حقوق دانشگاه تهران انجام شد.